# پروسیمیدون
پروسیمیدون (به انگلیسی: Procymidone) یک ترکیب شیمیایی است. و جرم مولی آن 284.138 g/mol می‌باشد. 